# Esquellot
L'esquellot és un instrument que es pot afegir al set de la bateria, inspirat en l'esquella que duen els animals de pastura. De fet, aquest instrument té la mateixa configuració, forma, construcció, material, i timbre que la mateixa esquella, i es fabrica en diverses notes. La diferència es troba en l'habilitació d'aquest estri pecuari per tal de ser utilitzat en la música.
L'esquellot situat en una bateria, es toca amb les mateixes baquetes, aplicant cops secs, per tal de buscar un so contundent i clar. S'acostuma a ancorar sobre un ferro ja existent de la bateria, és a dir, no s'ancora independentment, sinó que es munta sobre un suport usat per a un altre component del set de bateria. Per exemple hom pot situar l'esquellot agafat amb una clau i un suport de ferro sobre un altre suport girafa o de peu, el qual, al seu torn, és utilitzat per aguantar els plats; com un ride, un crash o un xina, de manera que s'aconsegueix estalviar espai i suports.
L'esquellot és molt usat en estils africans i llatinoamericans. Són la base de les càscares i les claves, a partir de la qual deriva una enorme varietat d'estils i patrons musicals com la Rumba, el songo, el son o la bossa nova.